# Arda Güler
Arda Güler (Altındağ, 25 de fevereiro de 2005) é um futebolista turco que atua como ponta-direita ou meio-campista. Atualmente joga no Real Madrid. Conhecido por seu drible, técnica e criatividade, ele é amplamente considerado um dos jovens jogadores mais promissores do mundo.

## Carreira

### Início
Em 2014, com apenas 9 anos, Güler começou a sua carreira juvenil no Gençlerbirliği, clube de Ancara. Já em 2019, o jovem juntou-se às categorias de base do Fenerbahçe.

### Fenerbahçe
Em 13 de janeiro de 2021, Güler assinou um contrato profissional de dois anos e meio pelo Fenerbahçe. O jogador logo passou a ser considerado um prodígio com grande potencial no futebol.

#### 2021–22
Arda Güler realizou a sua estreia como profissional no dia 19 de agosto de 2021, no Estádio Şükrü Saracoğlu, entrando aos 66 minutos na vitória por 1–0 sobre o HJK Helsínquia, em jogo válido pelos play-offs de qualificação para a Liga Europa da UEFA. Três dias depois, fez a sua estreia na Süper Lig, frente ao Antalyaspor. Entrando aos 87 minutos com a partida empatada, Arda fez a assistência para Miha Zajc abrir o marcador aos 89 minutos de jogo; o Fenerbahçe acabou por vencer por 2–0.
Ao longo da temporada 2021–22, Güler foi somando minutos de jogo. Em março de 2022, com apenas 17 anos e três semanas, tornou-se o jogador mais jovem da história a marcar pelo Fenerbahçe na Süper Lig. Em maio, Arda somou três gols e três assistências em apenas 255 minutos de jogo.
Após um início de carreira impressionante, o jovem despertou o interesse de diversos grandes clubes europeus, como Arsenal, Liverpool, Bayern de Munique, Borussia Dortmund, Barcelona e Paris Saint-Germain.
Em 17 de março de 2022, Güler renovou contrato por três anos com o Fenerbahçe.

#### 2022–23
No início da temporada 2022–23, após a saída do alemão Mesut Özil, Güler recebeu a camisa 10 do Fenerbahçe, que tem significado especial para os torcedores, por ter pertencido ao ídolo Alex de Souza. Em 15 de agosto, no seu primeiro jogo do campeonato nessa temporada, frente ao Kasimpaşa, Arda marcou dois gols em 21 minutos.
Em 11 de junho de 2023, Güler foi eleito Homem do Jogo numa vitória por 2–0 sobre o İstanbul Başakşehir, na final da Copa da Turquia.
No final da temporada 2022–23, Güler foi novamente associado a múltiplos clubes europeus, principalmente após Fabrizio Romano, conhecido jornalista desportivo italiano, confirmar que o jogador possuía uma cláusula de rescisão de 17,5 milhões de euros.

### Real Madrid
No dia 6 julho de 2023, o Real Madrid oficializou a contratação do jogador. Apresentado no dia seguinte, Güler recebeu a camisa 24.

## Seleção Nacional
Internacionalmente, Güler representou a Turquia a nível Sub-17. Em 19 de novembro de 2022, fez a sua estreia pela Seleção principal da Turquia numa vitória por 2–1, num amistoso frente à República Tcheca. Já no dia 19 de junho de 2023, Arda marcou o seu primeiro gol internacional numa vitória por 2–0 sobre o País de Gales, em jogo de qualificação para a Euro 2024.

## Estilo de jogo
Güler é canhoto. Em campo, atua preferencialmente como meia-atacante, embora também possa jogar como ponta-direita.
Arda é um jogador imensamente criativo e astuto, extremamente perigoso e com capacidade de furar blocos baixos. É também excelente em situações de bola parada, tendo já sido apelidado pela imprensa otomana de "Messi turco". Refere İrfan Kahveci, seu colega de equipe no Fenerbahçe, como um dos seus ídolos.

## Estatísticas

### Clubes
Atualizadas até 11 de junho de 2023
| Clube          | Temporada      | Campeonato     | Campeonato | Campeonato | Taça  | Taça | Competições Europeias | Competições Europeias | Total | Total |
| Clube          | Temporada      | Liga           | Jogos      | Gols       | Jogos | Gols | Jogos                 | Gols                  | Jogos | Gols  |
| -------------- | -------------- | -------------- | ---------- | ---------- | ----- | ---- | --------------------- | --------------------- | ----- | ----- |
| Fenerbahçe     | 2021–22        | Super Lig      | 12         | 3          | 0     | 0    | 4                     | 0                     | 16    | 3     |
| Fenerbahçe     | 2022–23        | Super Lig      | 20         | 4          | 5     | 1    | 10                    | 1                     | 35    | 6     |
| Carreira total | Carreira total | Carreira total | 32         | 7          | 5     | 1    | 14                    | 1                     | 51    | 9     |

1. ↑  2 jogos nos play-offs da Liga Europa, 2 jogos na Liga Conferência
2. ↑  1 jogo na qualificação para a Liga dos Campeões, 3 jogos na qualificação para a Liga Europa, 6 jogos na Liga Europa

### Seleção Turca
Atualizadas até 11 de junho de 2023
| Seleção | Ano   | Jogos | Gols |
| ------- | ----- | ----- | ---- |
| Turquia | 2022  | 1     | 0    |
| Turquia | 2023  | 3     | 1    |
| Total   | Total | 4     | 1    |

| Nº | Data                | Local                           | Partida | Adversário    | Placar | Resultado | Competição                    |
| -- | ------------------- | ------------------------------- | ------- | ------------- | ------ | --------- | ----------------------------- |
| 1  | 19 de junho de 2023 | Samsun Stadium, Samsun, Turquia | 4       | País de Gales | 2–0    | 2–0       | Qualificação para o Euro 2024 |

## Títulos
Fenerbahçe
- Copa da Turquia: 2022–23[21]

Real Madrid
- Copa Intercontinental : 2024[22]
- Supercopa da Espanha: 2023–24
- La Liga: 2023–24
- Liga dos Campeões da UEFA: 2023–24
- Supercopa da UEFA: 2024